# 河源市
河源市，別称槎城，是中华人民共和国广东省下辖地级市，位于广东省东北部，东江中上游。市境东邻梅州市，东南界汕尾市，南临惠州市，西北接韶关市，北达江西省赣州市。地处粤东北山地丘陵区，地势东北高，西南低，西北为九连山，中部为罗浮山，东南为莲花山，间有新丰江谷地、东江谷地。寻乌水、安远水在龙川县汇合后称东江，流向西南斜贯市区，又称万绿湖的新丰江水库位于市境西部，市人民政府驻源城区沿江中路19号。
河源是客家文化的始源地，是东江流域客家人的聚居中心，故被誉为「客家古邑·万绿河源」。

## 历史
春秋战国时期，中国东南沿海的江、浙、闽、两粤，直至中南半島地区內，杂居着种频繁多的越人，故名之曰百越。与岭南其他地区一样，河源地区皆属百越之地。
西元前214年，秦始皇征服南越之地，置郡县。赵佗于龙川筑城置县并驻扎军队，任首任县令。其时古龙川县为秦南海郡四县之一，因其县北有龙山穴，东江上游穿山穴而过得名。后赵佗称王，岭南被纳入南越国领地。西元前111年，汉平南越，置九郡，据《汉书·地理志下》卷二十八下载：“南海郡县六，番禺、博罗、中宿、龙川、四会、揭阳”。历秦汉、魏晋，河源地区均属古龙川县、南海郡。这成为龙川县被认为是今天整个河源市的历史文化源流的一个佐证。
南朝齐永明元年（483年），从龙川县析置河源县，属南海郡。据《南齐书·州郡志》卷十四，广州条下载南海郡领县：“番禺、熙安、博罗、增城、龙川、酉平、綏宁、新丰、羅阳、高要、安远、河源。”雍正《广东通志·沿革》卷五则载：“齐永明元年（西元483年）析龙川置河源、新丰二县，俱属南海郡。”「河源」这个地名从此出现。建县时县境辽阔，包括今和平、连平、新丰、龙门、博罗等县部分或大部分地区。此后，河源县曾先后隶属梁化郡、循州、龙川郡、雷乡郡、海丰郡、连平州、潮循道、东江行政公署，其中大部分历史时期属于循州（一度称祯州，后改称惠州）。1949年中华人民共和国成立后，先后隶属过东江专区、粤东行政区、惠阳专区、韶关地区、惠阳地区等。
河源县自483年至西元1987年的一千五百零四年间，虽县属区域多变，但建置未废，县治、县名从未变更。在河源县的建制沿革历史上，对后来相对独立而又密切相关的三大块地区，即今惠州、梅州、河源三市版图格局的形成起着重要作用。
1988年1月7日，中国国务院批准撤销河源县，设立河源市，辖源城区、郊区、龙川县、紫金县、连平县、和平县。1993年11月8日，中国国务院批准撤销河源市郊区，改设东源县。
從1996年起該地發掘恐龍蛋化石1萬餘枚、8具恐龙骨骼化石和168个恐龙脚印化石。2005年4月10日，正式獲得中國地質調查局地層與古生物研究中心授予“中華恐龍之鄉”稱號。
2020年中国南方水灾期间，河源临江镇联新村内涝，消防车到場發現路面积水最深处高达1.2米，水流湍急，村庄道路和农田被水淹没，一片汪洋。

## 地理

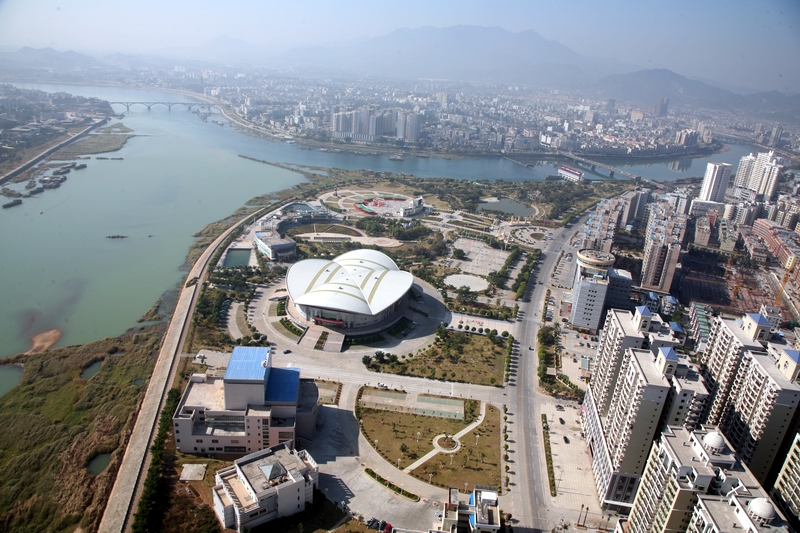
東江與新豐江交匯處

河源市位于广东省东北部，珠江三角洲东北方，地理坐标为东经114°14′至115°36′，北纬23°10′至24°27′。由于河源市处于粤东北山区与珠江三角洲平原地区的结合部，对珠三角地区与粤北山区、赣南闽西地区的联系起着重要交通枢纽作用。
河源市地势以山地丘陵为主，东北略高、西南部较低，山岭与盆地相间。东江、新丰江及其支流对其地形分布具有重要影响，在山间和东江沿岸，分布着冲积小平原和宽广的谷地，适于耕作。河源市水资源丰富。贯穿全境的东江，是珠江流域在粤东的最大支流，市内87%面积属东江流域，长约254公里，占东江的总长度超过45%。该段东江水质的质素，2007年，东江河源段六个断面水质良好，所监测的24项指标均符合国家《地表水环境质量标准》（GB3838—2002）Ⅱ类标准，对东江流域沿岸和下游的用水安全有密切关系。而华南地区最大的水库——新丰江水库（又称万绿湖）在其境内，素有“粤东宝库”之称。万绿湖水质一直保持在国家地表水Ⅰ类标准，是为河源市区居民的饮用水源。

### 氣候
河源市属亚热带季风气候。2007年主要气候特点：气温偏高，年平均气温21.0℃，比常年偏高0.5℃，全年气温变化异常，高温日数多；年平均降水量1742.0毫米，比常年略偏多，降水时空分布不均；日照时数偏少，年平均日照总时数1733.9小时，比常年偏少1成，时空分布不均。
| 1981−2010年间河源市的平均气象数据                     | 1981−2010年间河源市的平均气象数据 | 1981−2010年间河源市的平均气象数据 | 1981−2010年间河源市的平均气象数据 | 1981−2010年间河源市的平均气象数据 | 1981−2010年间河源市的平均气象数据 | 1981−2010年间河源市的平均气象数据 | 1981−2010年间河源市的平均气象数据 | 1981−2010年间河源市的平均气象数据 | 1981−2010年间河源市的平均气象数据 | 1981−2010年间河源市的平均气象数据 | 1981−2010年间河源市的平均气象数据 | 1981−2010年间河源市的平均气象数据 | 1981−2010年间河源市的平均气象数据 |
| 月份                                                  | 1月                               | 2月                               | 3月                               | 4月                               | 5月                               | 6月                               | 7月                               | 8月                               | 9月                               | 10月                              | 11月                              | 12月                              | 全年                              |
| ----------------------------------------------------- | --------------------------------- | --------------------------------- | --------------------------------- | --------------------------------- | --------------------------------- | --------------------------------- | --------------------------------- | --------------------------------- | --------------------------------- | --------------------------------- | --------------------------------- | --------------------------------- | --------------------------------- |
| 历史最高温 °C（°F）                                   | 28.3 (82.9)                       | 29.9 (85.8)                       | 33.0 (91.4)                       | 33.8 (92.8)                       | 36.0 (96.8)                       | 38.6 (101.5)                      | 39.0 (102.2)                      | 38.8 (101.8)                      | 37.5 (99.5)                       | 36.6 (97.9)                       | 34.2 (93.6)                       | 29.9 (85.8)                       | 39.0 (102.2)                      |
| 平均高温 °C（°F）                                     | 18.4 (65.1)                       | 18.9 (66.0)                       | 21.7 (71.1)                       | 26.0 (78.8)                       | 29.7 (85.5)                       | 31.6 (88.9)                       | 33.4 (92.1)                       | 33.3 (91.9)                       | 31.8 (89.2)                       | 29.2 (84.6)                       | 25.0 (77.0)                       | 20.3 (68.5)                       | 26.6 (79.9)                       |
| 日均气温 °C（°F）                                     | 13.1 (55.6)                       | 14.3 (57.7)                       | 17.4 (63.3)                       | 22.0 (71.6)                       | 25.5 (77.9)                       | 27.4 (81.3)                       | 28.5 (83.3)                       | 28.4 (83.1)                       | 27.1 (80.8)                       | 24.1 (75.4)                       | 19.5 (67.1)                       | 14.7 (58.5)                       | 21.8 (71.3)                       |
| 平均低温 °C（°F）                                     | 9.6 (49.3)                        | 11.2 (52.2)                       | 14.3 (57.7)                       | 19.1 (66.4)                       | 22.4 (72.3)                       | 24.5 (76.1)                       | 25.2 (77.4)                       | 25.2 (77.4)                       | 23.7 (74.7)                       | 20.2 (68.4)                       | 15.6 (60.1)                       | 10.8 (51.4)                       | 18.5 (65.3)                       |
| 历史最低温 °C（°F）                                   | 0.9 (33.6)                        | 1.8 (35.2)                        | 2.0 (35.6)                        | 7.9 (46.2)                        | 15.0 (59.0)                       | 18.6 (65.5)                       | 18.5 (65.3)                       | 21.4 (70.5)                       | 16.0 (60.8)                       | 10.3 (50.5)                       | 3.8 (38.8)                        | −0.7 (30.7)                       | −0.7 (30.7)                       |
| 平均降水量 mm（）                                     | 51.2 (2.02)                       | 96.0 (3.78)                       | 160.3 (6.31)                      | 230.8 (9.09)                      | 290.0 (11.42)                     | 351.3 (13.83)                     | 221.5 (8.72)                      | 248.4 (9.78)                      | 160.2 (6.31)                      | 41.8 (1.65)                       | 38.8 (1.53)                       | 37.5 (1.48)                       | 1,927.8 (75.92)                   |
| 平均降雨天数（≥ 0.1 mm）                              | 8.0                               | 12.5                              | 16.4                              | 17.8                              | 20.1                              | 19.5                              | 16.7                              | 17.8                              | 12.6                              | 6.1                               | 5.3                               | 5.8                               | 158.6                             |
| 平均相對濕度（％）                                    | 69                                | 74                                | 78                                | 80                                | 80                                | 82                                | 79                                | 80                                | 75                                | 66                                | 65                                | 65                                | 74                                |
| 月均日照時數                                          | 135.8                             | 91.7                              | 85.3                              | 92.8                              | 122.5                             | 155.3                             | 219.0                             | 200.9                             | 189.7                             | 197.1                             | 180.5                             | 172.0                             | 1,842.6                           |
| 可照百分比                                            | 41                                | 29                                | 23                                | 24                                | 30                                | 38                                | 53                                | 50                                | 52                                | 55                                | 55                                | 52                                | 42                                |
| 来源：中国气象局（1971−2000年间的降水天数和日照数据） |                                   |                                   |                                   |                                   |                                   |                                   |                                   |                                   |                                   |                                   |                                   |                                   |                                   |

## 政治

### 现任领导
| 机构     | · 中国共产党 · 河源市委员会 | 河源市人民代表大会 常务委员会 | 河源市人民政府       | · 中国人民政治协商会议 · 河源市委员会 |
| 职务     | 书记                        | 主任                          | 市长                 | 主席                                  |
| -------- | --------------------------- | ----------------------------- | -------------------- | ------------------------------------- |
| 姓名     | 何国森                      | 何国森                        | 李勇平               | 余其豹                                |
| 民族     | 汉族                        | 汉族                          | 汉族                 | 汉族                                  |
| 籍贯     | 广东省江门市                | 广东省江门市                  | 湖南省长沙市         | 广东省大埔县                          |
| 出生日期 | 1969年8月（55—56歲）        | 1969年8月（55—56歲）          | 1974年8月（50—51歲） | 1964年3月（61歲）                     |
| 就任日期 | 2023年9月                   | 2023年9月                     | 2023年9月            | 2023年2月                             |

### 历任领导
| 市委书记 - 朱友植（1988年1月－1989年9月） - 张凯（1989年9月－1998年1月） - 杨华维（1998年1月－2003年3月） - 梁伟发（2003年3月－2007年4月） - 陈建华（2007年4月－2011年12月） - 何忠友（2011年12月－2016年1月） - 张文（2016年1月－2017年4月） - 丁红都（2017年4月－2021年6月） - 林涛（2021年6月－2023年9月） - 何国森（2023年9月－） | 市长 - 张凯（1988年1月－1991年7月） - 梁戈文（1991年7月－1996年2月） - 杨华维（1996年2月－1998年1月） - 黄煜祯（1998年1月－2004年5月） - 吴锐成（2004年5月－2006年12月） - 刘小华（2006年12月－2011年2月） - 彭建文（2011年2月－2017年5月） - 叶梅芬（2017年5月－2019年5月） - 林涛（2019年5月－2021年6月） - 何国森（2021年6月－2023年9月） - 李勇平（2023年9月－） |

### 行政区划
河源市下辖1个市辖区、5个县。
- 市辖区：源城区
- 县：紫金县、龙川县、连平县、和平县、东源县

## 人口
根据2020年第七次全国人口普查，全市常住人口为2,837,686人。同第六次全国人口普查的2,950,195人相比，十年共减少了112,509人，下降3.81%，年平均增长率为-0.39%。其中，男性人口为1,448,488人，占总人口的51.04%；女性人口为1,389,198人，占总人口的48.96%。总人口性别比（以女性为100）为104.27。0－14岁的人口为717,521人，占总人口的25.29%；15－59岁的人口为1,652,923人，占总人口的58.25%；60岁及以上的人口为467,242人，占总人口的16.47%，其中65岁及以上的人口为333,218人，占总人口的11.74%。居住在城镇的人口为1,376,168人，占总人口的48.5%；居住在乡村的人口为1,461,518人，占总人口的51.5%。

### 民族
河源市以汉族客家人为主，为纯客家族群地级市。畲族是为第二大民族，其风俗习惯基本汉化，但仍保留着其自身的一些风俗习惯，如崇尚武功等特点。除客家人和畲族人外以外，其他人口主要为壮族和苗族等少数民族。
全市常住人口中，汉族人口为2,798,980人，占98.64%；各少数民族人口为38,706人，占1.36%。与2010年第六次全国人口普查相比，汉族人口减少133,403人，下降4.55%，占总人口比例下降0.76个百分点；各少数民族人口增加20,894人，增长117.3%，占总人口比例增加0.76个百分点。

## 语言

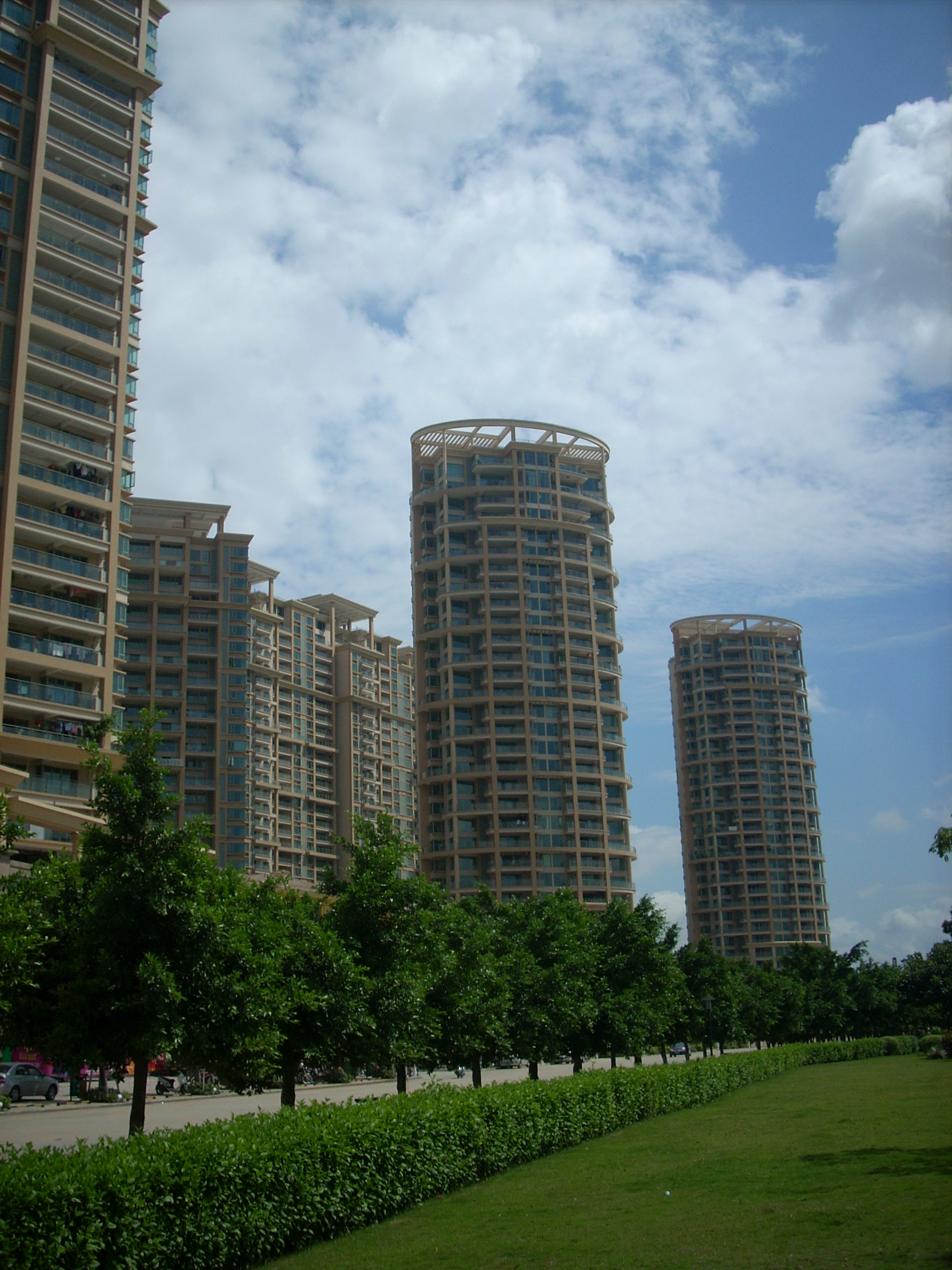
东江住宅区

河源市大多数地区通行客家话。其中市区、东源县、连平县、和平县，龙川县等大部分地区的客家话属粤中片，紫金县、龙川县的小部分地区的客家话属粤台片兴华小片。
东江沿岸多数地区通行方言称为东江本地话，即“水源音”，其归属语系存在争议。一般认为河源地区的客家人是在南宋至明期间进入赣闽粤地区，即第三次汉人南迁浪潮。到明末清初以后，客家方言区人口激增、北方不断有移民迁入，又受到清初迁海政策的影响，客家大本营的居民便再次向外迁移。其中就有大量粤东客家人以及少量赣南人进入河源一带，再经由东江迁移至珠三角丘陵地区，由此延伸了长达数百公里的客家居民区，形成了今天的东江本地话方言区。东江是广东珠江的三大水系之一，其下游是客方言区和粤方言区交汇之处。客家人和广府人得东江航运之便，历史上常有来往：广府人到此经商、避难（如抗日战争期间），客家人到省城求学、务工，使河源东江沿岸地区受到粤语影响。2008年9月，以龙川佗城话为播音标准音的电视节目在河源电视台开播，东江本地话电视节目诞生。
以龙川为代表的东江流域客家系统逐渐形成，与韩江流域的客家系统相辅相成，构成了广东客家民系和客家文化的整体。
除客家話、東江本地話之外，河源市也有閩語閩南話島存在，如源城區埔前鎮，就有若干村落通行閩南語。

## 经济

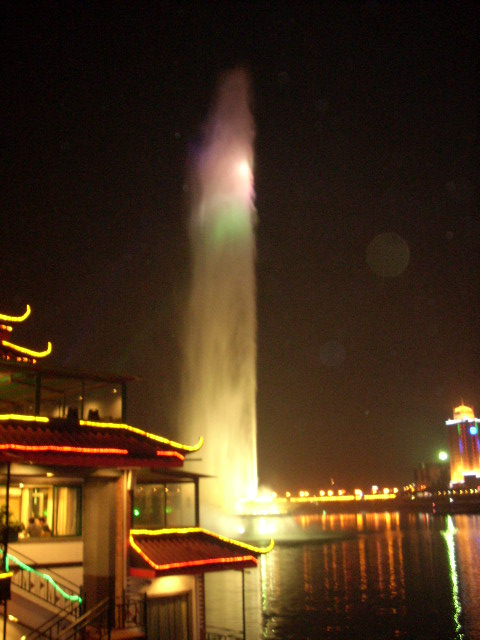
音乐喷泉

2017年，全市完成生产总值952.12亿元，比上年增长5.1%。全市人均GDP 为30853元，仅为全国（59660元）的51.7%、全省（81089元）的38.0%，按平均汇率折算为4569美元。。
农业以传统的水稻种植业为主，生猪、肉鸡等畜牧業，柑橘、荔枝、龙眼、李子等种植业都占有很大比重，近年来，由于重视生态旅游，林业的发展也非常速度。
传统工业以矿产冶金、水泥、建材、水电等资源型工业为主，重工业比重大于轻工业。河源位于东江中上游，而东江该段水质较为清洁，对东江流域沿岸和下游的用水安全有密切关系，影响包括东莞、惠州、广州、深圳及香港地区的2,000多万名居民。由于河源有责任保护水源清洁，因此长期以来该市在工业方面受到一定的限制。
2000年之后，广东省出台政策推进产业转移、加快粤东地区（山区）发展以及扶贫河源，越来越多的新兴产业和高新技术产业落户河源，轻工业的发展速度逐步加快。2003年6月，河源市高新技术开发区成立，以手机为主的电子信息产业和以模具为主的机械制造业相继入驻。目前，河源已初步形成了以手机为主的新电子、以太阳能光伏发电为主的新能源、以硬质合金为主的新材料和以生物制药为主的新医药等“四新”产业，努力建设成为广东新兴高端制造业基地，其中中兴通讯已经在河源建立生产基地。根据广东省《关于促进粤北山区跨越发展的指导意见》，河源市的中短期发展定位为“建成现代生态园林城市、环珠三角新兴产业集聚地、粤北赣南区域物流中心”。
在商业方面，市区和几个县城都得到较快的发展，特别是源城区商业市场网络完善，流通通畅，专业化程度不断提高。区内酒店、商厦林立，伴随旅游业的兴旺得到较好的发展。

## 文化与社会

### 客家文化艺术
河源的文化以客家文化为主。

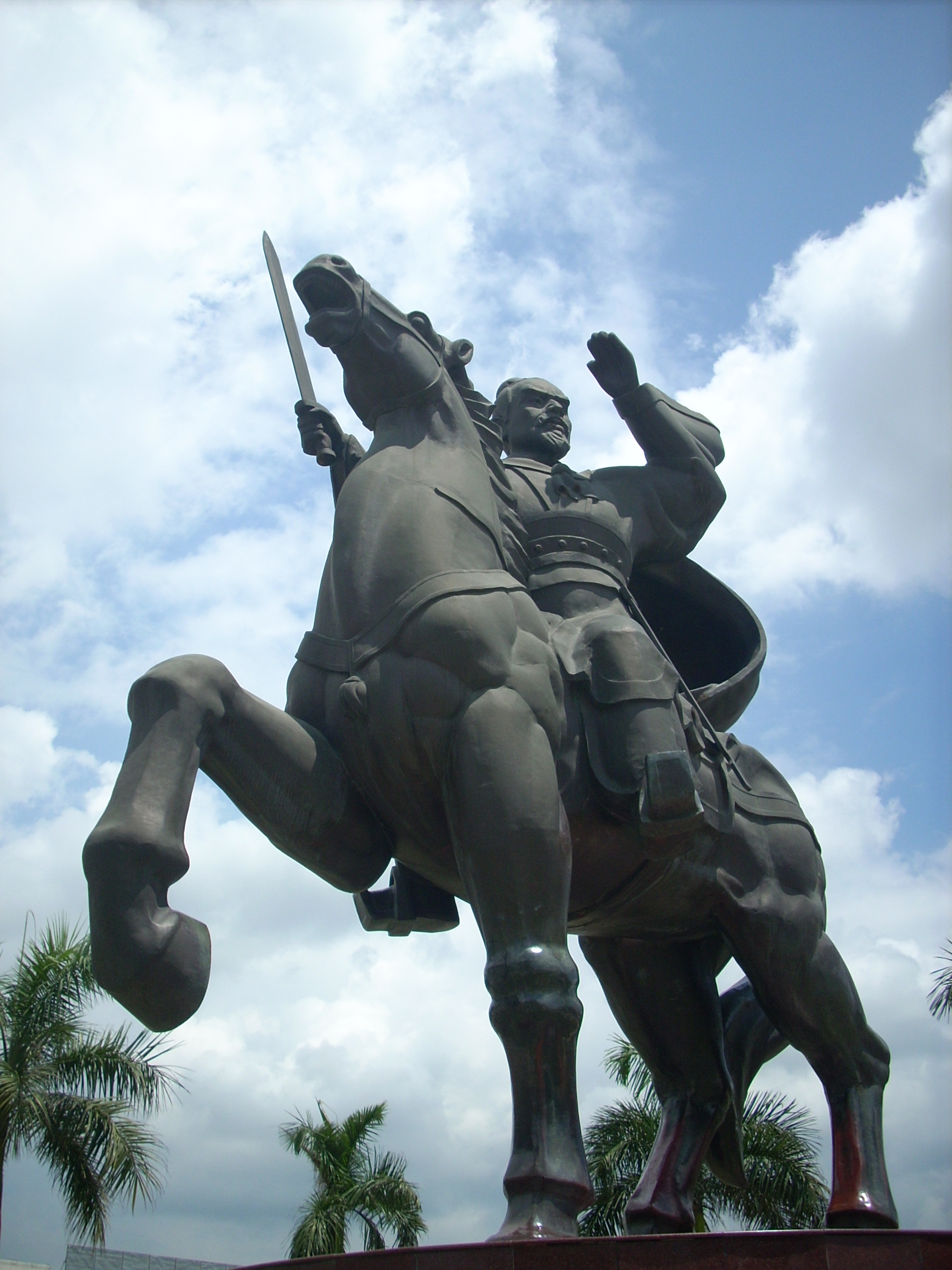
赵佗像（河源火车站广场）

客家山歌、打马灯、舞龙舞狮等都是传统的客家民间艺术，节庆习俗、婚丧习俗也有浓厚的客家传统色彩。。此外，河源地区不乏本地的民俗特色。被列入第一批广东省非物质文化遗产名录的「忠信花灯」，流传于连平县以忠信镇为中心的几个乡镇；在过去，连平县陂头镇和紫金县紫城镇每逢春节，都要进行「纸马舞」表演；连平县元善镇自明代以来，「香火龙舞」都有流传；据史料记载，旧时以打鱼为生的东江渔民生活清苦，但嫁娶场面非常隆重，有接花船、唱迎嫁歌的习惯，受此影响，清末时紫金县古竹镇沿岸和龙窝镇韩江、琴江沿岸等地老百姓也模仿此类做法，叫做「花船舞」。

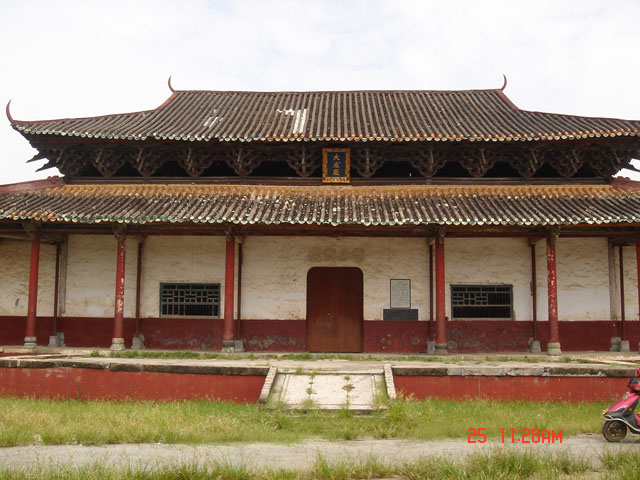
龙川学宫

客家乡镇圩日习俗也十分普遍。 在河源乡间的口语中，一般把乡镇称为「墟」，把约定俗成的集市交易日称为「墟日」。墟日到了，农户把自己生产的粮食、日用品挑到乡镇所在地去进行交易；小商小贩更闻风而动，把城里的日常生活用品运到墟场高声叫卖；需要购物的村民们早已把袋里的钱捏湿了，铆足了讨价还价的劲头往墟场赶，这是叫“赴墟”。买卖双方完全了交易，带着胜利果实回家离开墟场，叫“散墟”。墟日的第二天叫“墟背日”，是最没有生意做的日子，一般墟里商贩都在这个时候进城采购或补货，为下一个墟日的生意做好准备。

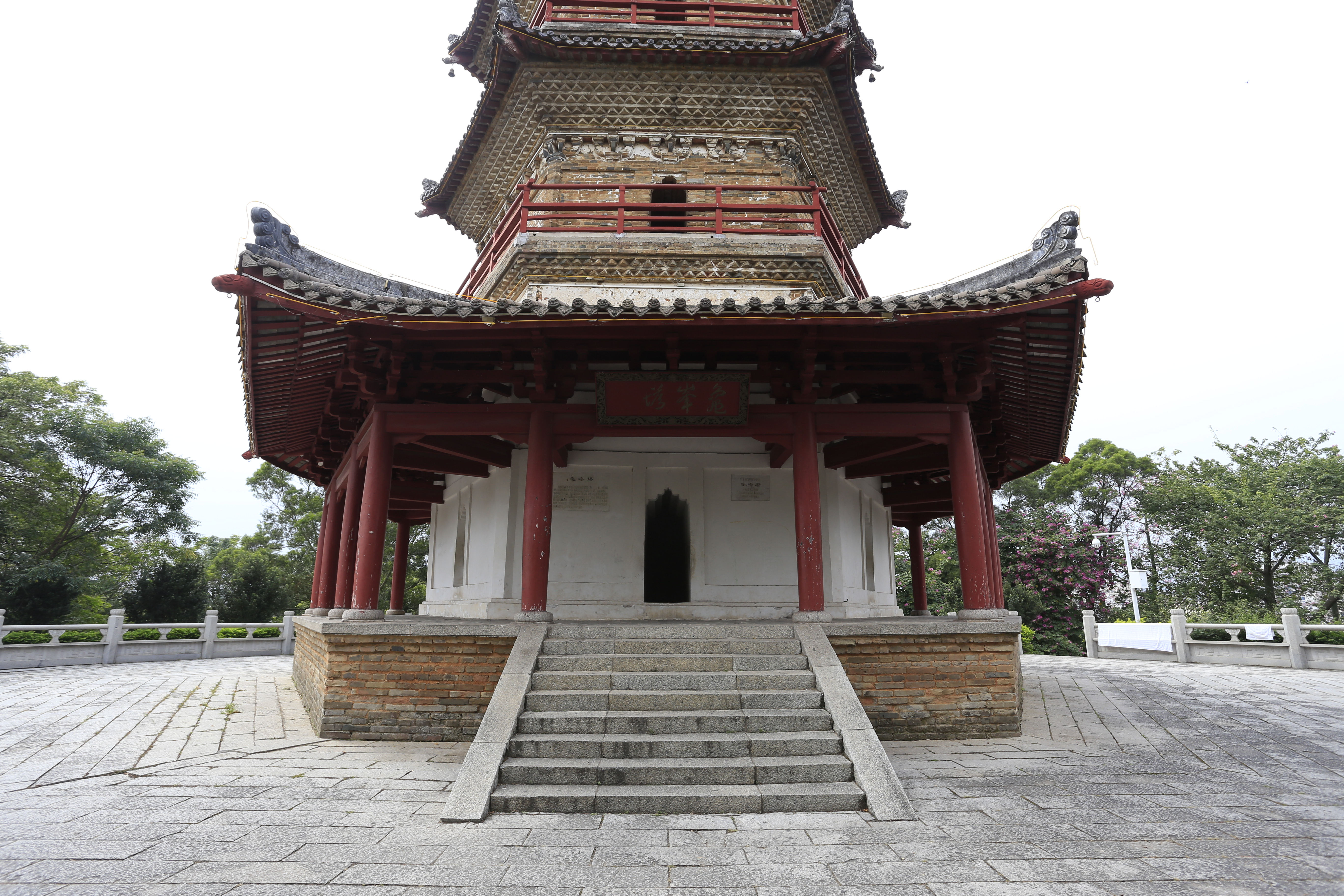
龜峰塔

在建筑艺术方面，主要以围龙屋、走马楼、四角楼等最具本地特色，和河源的客家菜、民间艺术、民间习俗一起，代表传统客家文化的精髓。围龙屋是一种富有中原特色的典型客家民居建筑。据专家考察，这种民宅建筑与中原贵族大院屋型十分相似。与众多圆形转龙屋不同的是，河源许多围龙屋是方形的，被称为“府第式”、“角楼”，其形式接近北方传统的“四合院”。在市郊东源县仙塘圩镇周围，有建于乾隆十七年（1749年）、保留较好的客家民居30多座，现这些古建筑已被辟为「客家民俗博物馆」供游人参观，这些民居被认为是河源围龙屋的典型代表。较知名的河源围屋还有连平县的德先楼、东源县蓝口镇的乐村石楼。而四角楼作为客家民居建筑中除土楼、围龙屋以外的另一种增强村屋防卫功能的住居形式，以建于清末民初、黑瓦白墙的和平林寨四角楼最为知名。传统的乡村一般以宗族、家族为中轴建筑住宅。人们选择居住地点多是选择依山傍水、向阳的所谓风水地。屋的座向为坐北向南或坐西向东。
在民俗方面，客家民俗总体上都是中原人的汉民族民俗，但相比之下，韩江流域的客家民俗除个别地区外，中原古民俗的痕迹比较多，尤其是在梅州、兴宁一带更为明显，东江流域的客家民俗则有着不少畲族、瑶族民俗的烙印，尤其是一些偏僻山区这些遗俗更多。

### 饮食文化

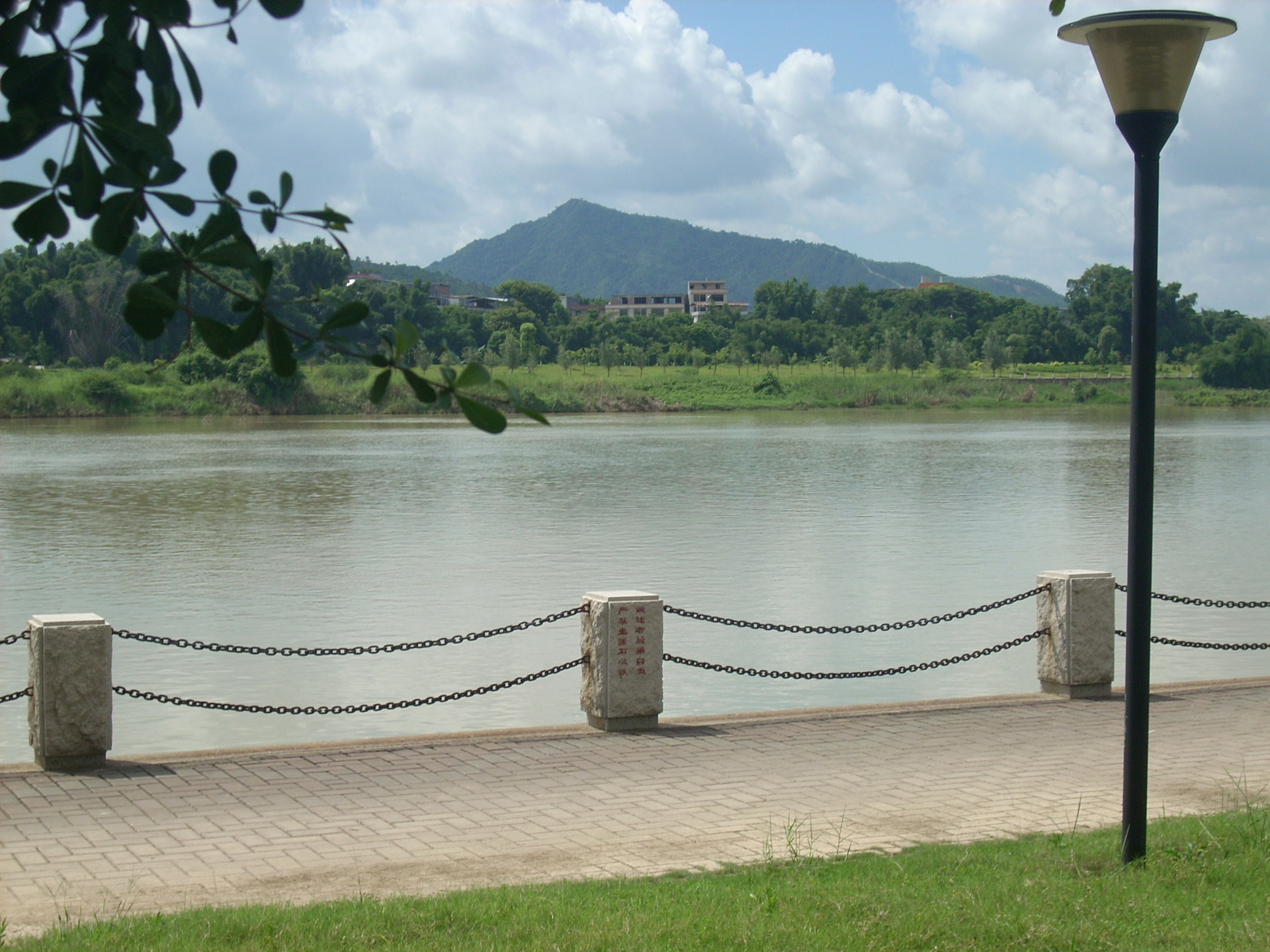
东江（河源境内）

河源菜是东江菜的典型代表，而东江菜是粤菜的主要流派之一，其特点是偏重“肥、咸、熟”，讲究主料、原汁原味和乡土气息，充满田园风味。河源属于丘陵地带，番薯、芋头等粗粮种植广泛，随着人们越来越注意健康的饮食心理而大行其道。另外，河源人有个其他地区的人难以理解的饮食喜好，就是特别喜欢吃动物内脏，鸡、猪、牛等动物内脏，无不受河源人欢迎。这些内脏做成各种菜式，并得到市民大力推广，渐渐形成独特的饮食文化。同时，河源还有“无鸡不成筵”之说，取“鸡、吉”谐音，表示吉祥，所以河源的大小宴席大多都有鸡做成的菜式。
河源的十大客家名菜是：东江盐焗鸡、红焖猪肉、东江酿豆腐、上汤桂花鱼、客家酿三宝、娘酒醉河虾、清煲草鱼、水晶鸡、薯丝煲、咸香鸭。其中“客家酿三宝”指代「酿苦瓜」、「酿辣椒」、「酿茄子」(部分地区将「酿豆腐」替代「酿辣椒」)。此外，「河源猪脚粉」、「紫金牛肉丸」、「八刀汤」，「和平牛肚胱」，龙川「车田豆腐」，连平「忠信田螺」，东源「三黄鸡」，五指毛桃汤，炸油果，米糕等在当地亦闻名遐迩。

### 特产
河源的土特产繁多，主要有：客家黄米酒、五指毛桃酒、龙川牛筋糕、米排粉（河源米粉为中国地理标志产品）、酸萝卜、万绿湖天然矿泉水、龙川天然矿泉水、仙湖王茶、竹壳茶、火蒜、忠信花生、猕猴桃等。

### 民众生活
近年来河源市经济发展迅速，人均经济指数与全国平均持平，但低于广东省内平均水平，且贫富差距、城乡差异较大。2011年城镇最高、最低10%收入组收入差距近6.3倍；农村最高、最低20%收入组收入差距2.5倍。城镇居民人均可支配收入14737元，而农村居民人均纯收入仅为6734元。

### 大众传媒

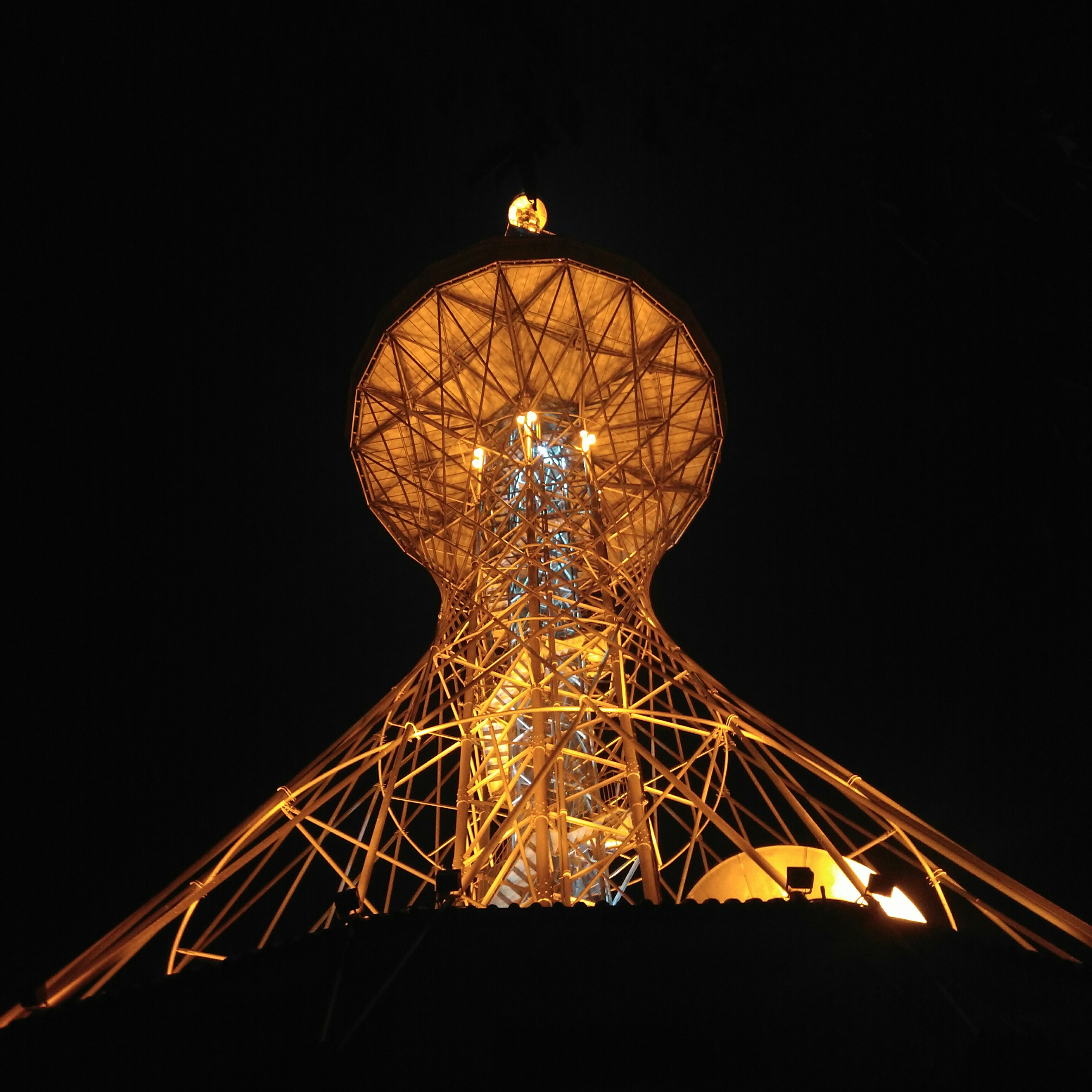
仰视夜晚的河源电视塔

与中国大陆其他城市一样，河源市的大众传媒由中共官方控制。
河源电台于1993年12月正式开播，现有FM91.1综合频道和FM97.8旅游音乐频道，信号覆盖河源五县一区以及周边的惠州、深圳、东莞、汕尾等市部分地区。2005年3月9日，原河源人民广播电台、河源电视台、河源市有线广播电视网络中心、河源市广播电视微波站、河源市广播电视周报社和河源市电视广告制作中心等单位合并，组建了河源广播电视台。2006年，「河源电视公共频道」开播，原河源电视台改为「河源电视综合频道」。2008年，河源市区一般家庭使用的有线电视网络，被转为数字信号播送。
在报业方面，河源日报社发行中共河源市委机关报《河源日报》以及《河源晚报》，河源广播电视台发行《河源广播电视周报》。
2011年，全市拥有广播电台6座，综合人口覆盖率93.5%；电视台6座，综合人口覆盖率94.14%。全市有线电视用户39.52万户，有线数字电视用户31.21万户，2009年覆盖率分别为44%和15%。2011年全年共出版各类报纸3种，发行2382万份。

## 旅游

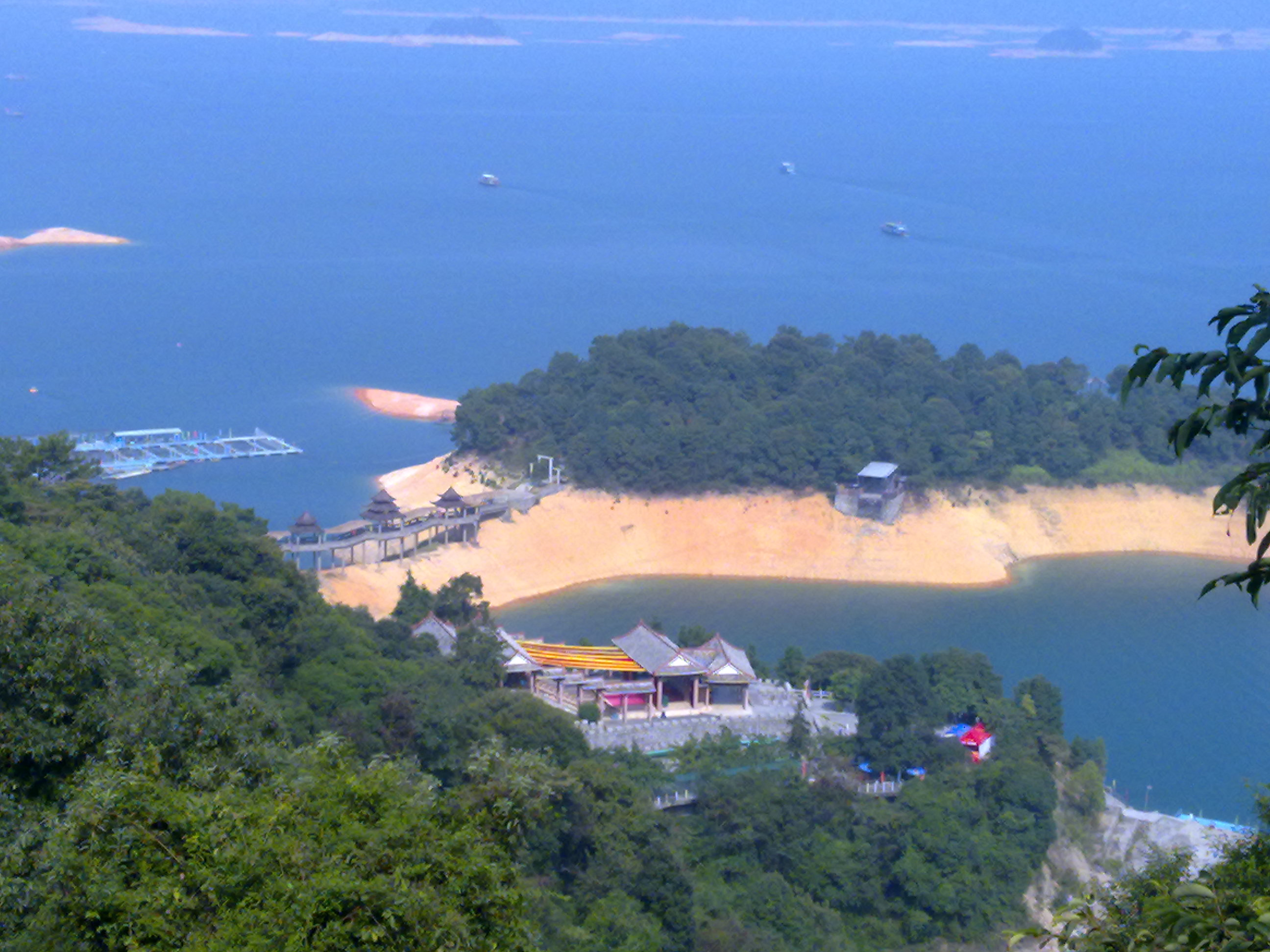
万绿湖一隅

河源市地处东江中上游，南岭以南，山青水秀，旅游资源非常丰富。河源市一直倡导生态旅游，森林覆盖率70.3%，是广东省唯一一个无酸雨的城市，以“万绿湖”和“客家文化”为重点的河源市旅游业有较鲜明的形象。可以用一句话来概括，就是「秀丽的山水画卷，南国的恐龙故乡，淳朴的客家风情，独特的生态旅游」。
新丰江水库因四季皆绿、处处是绿而又名万绿湖，东江中下游地区水资源宝库，是国家4A级旅游区、国家森林公园。龙川县佗城镇长期为古龙川县治所、省级历史文化名城，保留了正相塔、下塔、龙川学宫等重要文化遗迹；而龟峰塔作为老河源城唯一一座现存的古建筑佛塔，已列入全国重点文物保护单位。此外，充满浓厚的客家文化乡村、客家围屋建筑群在境内广泛分布。

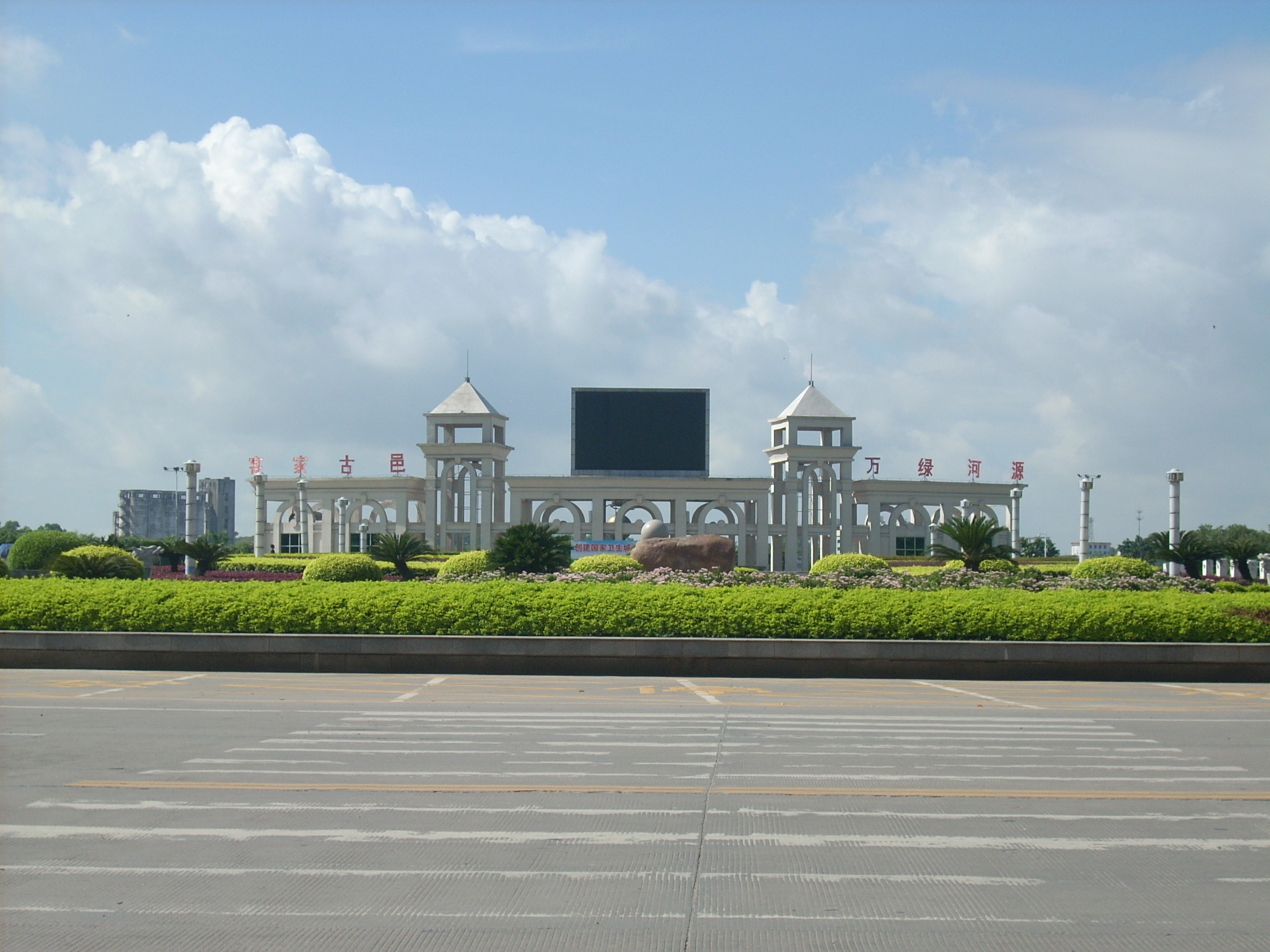
文化廣場北入口

在市区，文化广场、茶山公园和鳄湖公园是市民进行休闲、户外运动的主要场所。文化广场位于两江交汇处的市中心地带，建于2002年，也是重大活动和仪式的举办地；而茶山公园依茶山傍新丰江，是观看音乐喷泉的最佳地点。据记载，鳄湖已开凿数百年，关系着河源城的“休戚”，“为城之兴废所系”。元末明初，河源数遭水患、寇患，待鳄湖修成后，“绕城之西而环其北，汇其东为鳄湖”，可以成为护城河，“历千数百年而无患”。明万历年间李焘引桂山水至此，“汲其清以资饮食，挹其秀以兴文运”。不久，鳄湖边就建起了大量的宫、院、阁，如上城文昌宫、万寿宫、天后宫、湖山书院、槎江书院等，一片“文运”勃兴之象。可惜这些儒学建筑，在后来的岁月中毁坏殆尽。桂山、笔架山作为市民俯瞰万绿湖和市区的登高圣地，与龟峰塔、鳄湖等文化遗迹被民间入河源八景之列。

## 教育

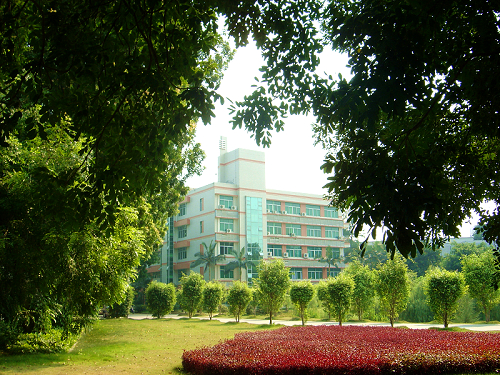
河源中学教学实验楼

东江教育城（大學城）是河源市目前一個重大的教育建設計畫。按照2007年市委、市政府的设計，东江教育城整体规划面积為10平方公里，估計可容纳學生約10万人；其中首期計划建设6所5000人以上学校，容納在校學生約5万多人。目前，东江教育城已建成学校5所，在校生达2.62万人，已成初步规模。
此外，发展高中阶段教育亦是該市教育建設的另一個重點。2007年5月，市委五届三次全会提出了5年普及高中阶段教育，2011年高中阶段教育毛入学率达到85%的目标，預計投入資金28亿元。因此，至2009年底，河源市新建了东源县东江中学等高中学校5所，扩建了河源中学、和平中学等高中学校33所，累计完成新建和扩建投资72107.85万元，完成新建扩建面积194032平方米。
至2011年底为止全市共有小学1192所，在校学生24.91万人；初中150所，在校学生15.42万人；小学适龄儿童和初中入学率分别为99.96%和99.66%，九年义务教育人口覆盖率100%。高级中学15所，完全中学21所，普通高中在校学生7.55万人，毛入学率87.64%。各类中等职业教育在校生5.25万人，技工学校在校生1.35万人。全市普通高等教育招生4001人，在校生11875人。

## 交通

### 市内交通

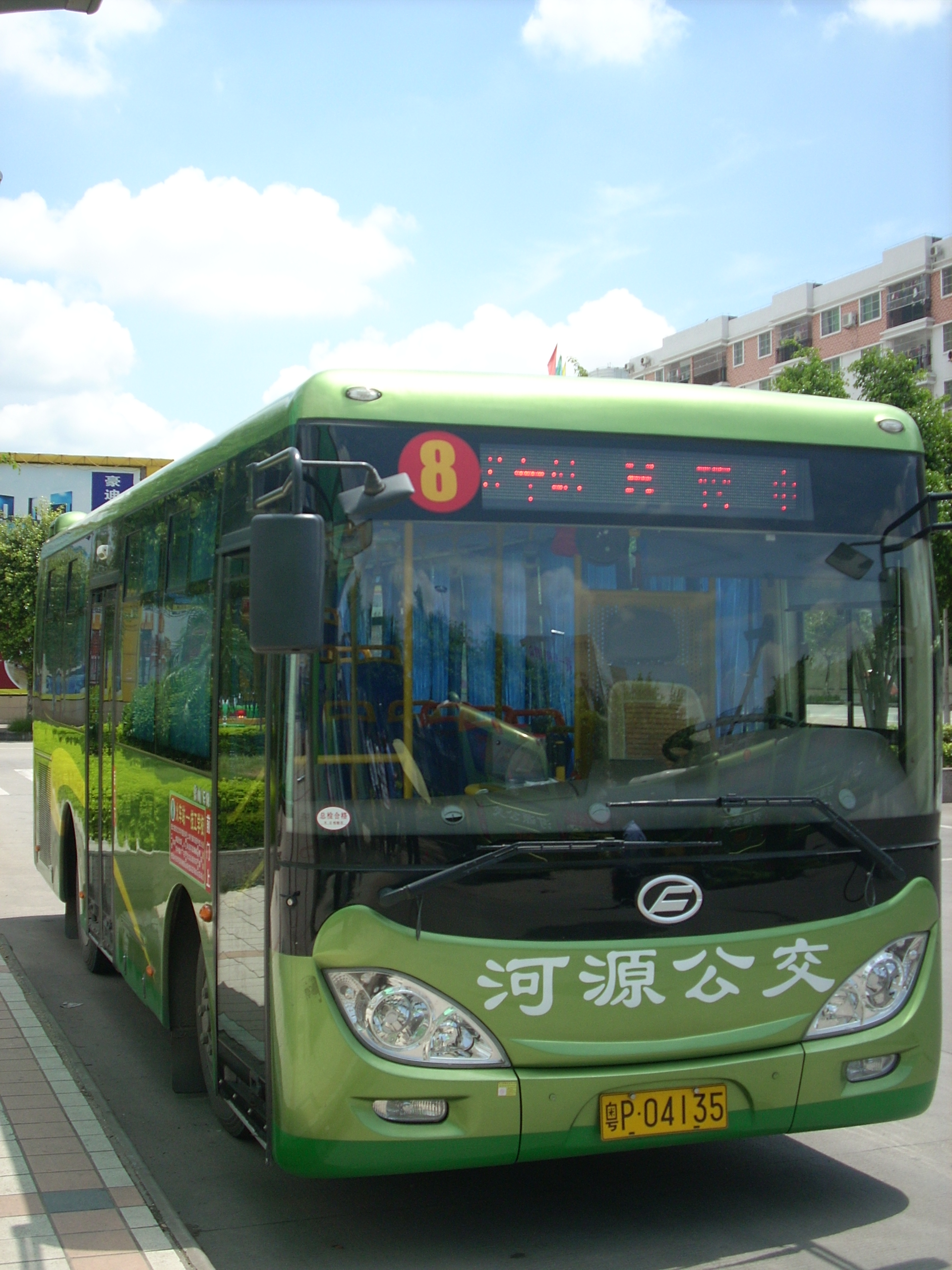
一辆停靠在起始站的公交车

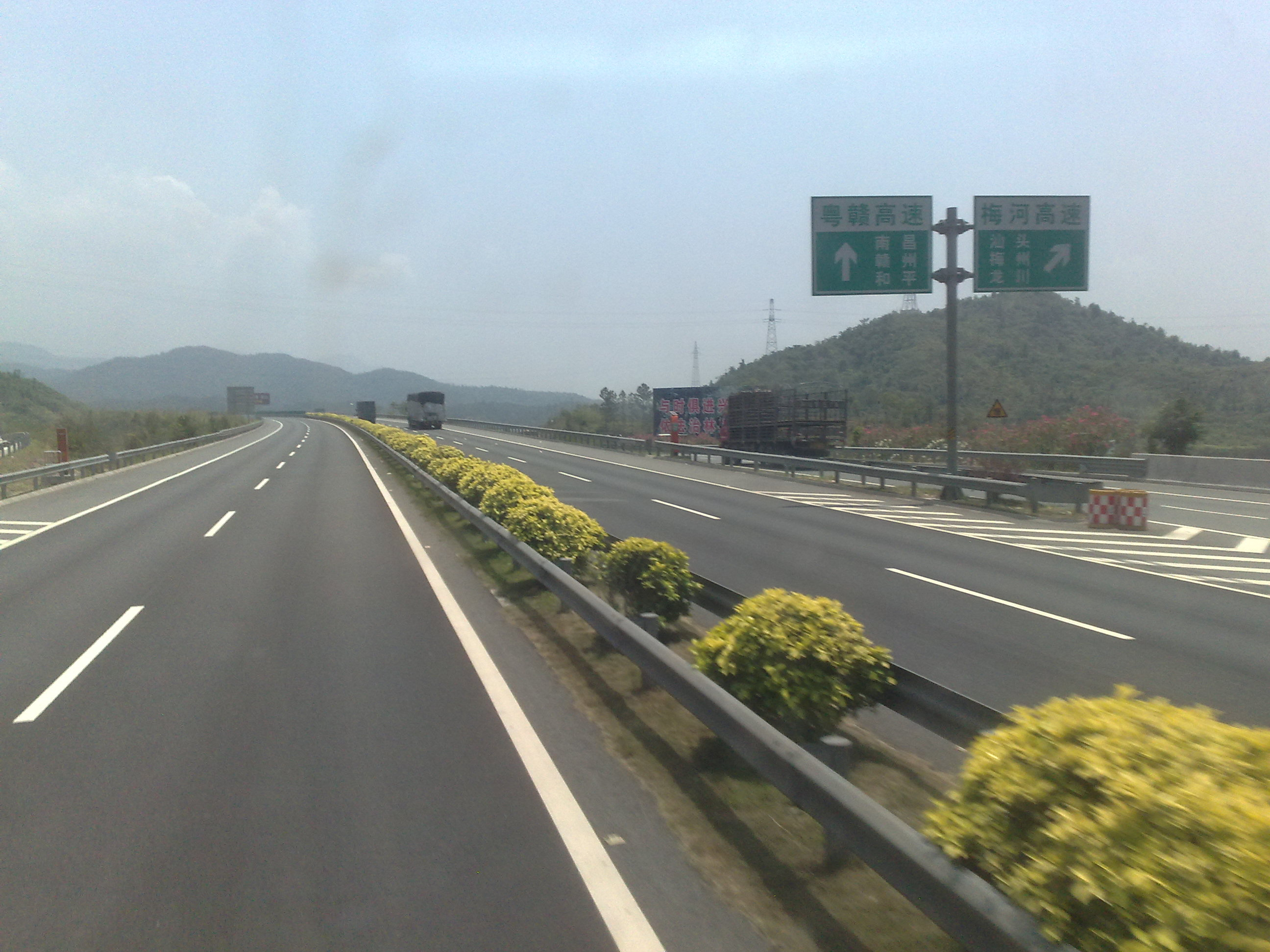
粤赣高速公路与河梅高速公路分岔点

河源市内交通以公路运输为主。各县城之间、县城到市区，以及中心镇到县城、市区都实现了客运公交化。
市区公交车运输趋于完善，2019年新增了8条公交线路，线路总数为44条，线路延伸至682.3公里。

### 对外交通
河源市是京九铁路入粤第一市，又是广东省拥有铁路最长的市；京九铁路和广梅汕铁路在河源市的龙川县交汇，并设有华南地区最大的编组站。河源的高速公路和国道四通八达，构成了粤东北最重要的交通枢纽之一。
2009年5月，通过城际轻轨连接河源市与惠州市的惠河城际轻轨项目正式起动。城际轻轨建成之后，河源市至广州市、深圳市分别只需50分钟车程，比现在的高速公路缩短一个多小时，河源市将正式融入珠江三角洲一小时生活圈。
| 名称                           | 通车时间 | 境内站点                                                                                        |
| ------------------------------ | -------- | ----------------------------------------------------------------------------------------------- |
| 京九铁路                       | 1996年   | 上陵、和平、东水、龙川北、龙川、佗城站、蓝口、黄田* 义合、楼角*、仙塘、河源、白田*、新服*、埔前 |
| 广梅汕铁路                     | 1995年   | 龙川、河源（主要站点）                                                                          |
| 惠河城际轨道                   | 规划中   |                                                                                                 |
| 注:带“*”号站不办理客、货运营业 |          |                                                                                                 |

| 标识 | 名称               | 编号  | 通行时间       | 境内路段                                                         |
| ---- | ------------------ | ----- | -------------- | ---------------------------------------------------------------- |
|      | 105国道            | 105   |                | 连平                                                             |
|      | 205国道            | 205   |                | 龙川—东源—源城                                                   |
|      | 长深高速公路       | G25   | 2003年—2005年  | 梅河高速公路 河龙高速公路 粤赣高速公路（热水—埔前） 惠河高速公路 |
|      | 济广高速公路       | G35   | 2003年—2005年  | 梅河高速公路 河龙高速公路 粤赣高速公路（热水—埔前） 惠河高速公路 |
|      | 龙河高速公路       | G4511 | 2005年         | 粤赣高速（粤赣省界—埔前）                                        |
|      | 大广高速公路       | G45   | 2015年12月30日 | 连平                                                             |
|      | 汕昆高速公路       | G78   | 2013年12月28日 | 龙川—和平—连平                                                   |
|      | 广河高速公路       | S2    | 2011年12月30日 | 惠河高速公路                                                     |
|      | 汕湛高速公路       | S14   | 2015年12月30日 | 河紫高速公路                                                     |
|      | 仁深高速公路       | S27   | 2018年12月28日 | 连平                                                             |
|      | 河源市东环高速公路 |       | 规划中         | 东源—紫金                                                        |

## 城市荣誉
河源市自1988年成立以来，经济快速崛起而城市环境保持优良，近年来连续荣获国家级和省级的一些城市荣誉。
以下是2000年以来所获的部分主要荣誉列表：
| 城市荣誉                     | 获奖时间 | 颁奖机构                                                           |
| ---------------------------- | -------- | ------------------------------------------------------------------ |
| 中国优秀旅游城市             | 2004年   | 中华人民共和国国家旅游局                                           |
| 全国生态环境保护最佳范例城市 | 2007年   | 中国环境科学学会、中国野生动物保护协会和联合国国际生态安全合作组织 |
| 中国十大休闲旅游特色城市     | 2009年   | 小康杂志                                                           |
| 中国节能减排二十佳城市       | 2009年   | 中国经济周刊                                                       |
| 中国绿色经济十佳城市         | 2010年   | 北京大学中国持续发展研究中心等五家单位联合                         |
| 国家卫生城市                 | 2010年   | 全国爱国卫生运动委员会办公室                                       |
| 国家园林城市                 | 2017年   | 中华人民共和国住房和城乡建设部                                     |
| 广东省文明城市               |          | 广东省建设厅                                                       |
| 全国文明城市                 | 2025年   | 中央精神文明建设指导委员会办公室                                   |

## 友好城市
- 马来西亚亚庇（2010年6月24日缔结）[51]
- 安城（2013年11月缔结）[52]
- 義大利费拉拉（2015年5月缔结）[53]
- 美国塔斯廷（2015年10月缔结）[54]